# Ekstraklasa 2021-2022
L'Ekstraklasa 2021-2022, nota anche come PKO Bank Polski Ekstraklasa 2021-2022 per ragioni di sponsorizzazione, è stata la 96ª edizione della massima serie del campionato polacco di calcio, l'88ª edizione nel formato di campionato, iniziata il 23 luglio 2021 e terminata il 21 maggio 2022.  Il Legia Varsavia era la squadra campione in carica. Il Lech Poznan si è laureato campione in questa stagione per l'8ª volta nella sua storia.

## Stagione

### Novità
Dalla Ekstraklasa 2020-2021 è stato retrocesso in I liga il Podbeskidzie, mentre dalla I liga 2020-2021 sono stati promossi il Radomiak Radom, il Nieciecza e il Górnik Łęczna. Due città, Poznań e Cracovia, possono contare su due squadre (Lech e Warta per la prima, Wisła e Cracovia per l'altra). I voivodati più rappresentati sono la Masovia, Slesia e la Piccola Polonia, che possono contare su tre squadre: Legia Varsavia, Wisła Płock e Radomiak Radom per la prima, Raków Częstochowa, Górnik Zabrze e Piast Gliwice per la seconda, Wisła Kraków, Cracovia Kraków e Bruk-Bet Termalica Nieciecza per la terza.

### Formula
Dopo la riforma attuata nel corso della stagione 2020-2021, per la prima volta l'Ekstraklasa conterà sulla partecipazione di 18 squadre anziché 16. Le compagini si affronteranno in gare di andata e ritorno per un totale di 34 giornate, al termine delle quali la prima si laureerà campione di Polonia - oltre a classificarsi per il primo turno di qualificazione della UEFA Champions League 2022-2023, mentre la seconda e la terza accederanno al secondo turno di qualificazione della UEFA Europa Conference League 2022-2023 assieme alla vincitrice della Puchar Polski 2021-2022. Le ultime tre classificate retrocederanno in I liga.

## Squadre partecipanti
| Club              | Città       | Stadio                                         | Stagione precedente      |
| ----------------- | ----------- | ---------------------------------------------- | ------------------------ |
| Górnik Łęczna     | Łęczna      | Stadion Górnika Łęczna                         | 6º posto in I liga       |
| Górnik Zabrze     | Zabrze      | Stadion im. Ernesta Pohla                      | 10º posto in Ekstraklasa |
| Jagiellonia       | Białystok   | Stadion Miejski                                | 9º posto in Ekstraklasa  |
| KS Cracovia       | Cracovia    | Stadion Cracovii                               | 14º posto in Ekstraklasa |
| Lech Poznań       | Poznań      | Stadion Miejski                                | 11º posto in Ekstraklasa |
| Lechia Danzica    | Danzica     | Stadion Energa Gdańsk                          | 7º posto in Ekstraklasa  |
| Legia Varsavia    | Varsavia    | Pepsi Arena                                    | Campione di Polonia      |
| Nieciecza         | Nieciecza   | Stadio Bruk-Bet                                | 2º posto in I liga       |
| Piast Gliwice     | Gliwice     | Stadion Piasta Gliwice                         | 6º posto in Ekstraklasa  |
| Pogoń Stettino    | Stettino    | Stadion Miejski                                | 3º posto in Ekstraklasa  |
| Radomiak Radom    | Radom       | Stadion im. Braci Czachorów                    | 1º posto in I liga       |
| Raków Częstochowa | Częstochowa | Miejski Stadion Piłkarski Raków w Częstochowie | 2º posto in Ekstraklasa  |
| Śląsk Breslavia   | Breslavia   | Stadion Miejski                                | 4º posto in Ekstraklasa  |
| Stal Mielec       | Mielec      | Stadion Stali Mielec                           | 15º posto in I Liga      |
| Warta Poznań      | Poznań      | Stadion Dyskobolii Grodzisk Wielkopolski       | 5º posto in Ekstraklasa  |
| Wisła Cracovia    | Cracovia    | Stadion Miejski                                | 13º posto in Ekstraklasa |
| Wisła Płock       | Płock       | Stadion im. Kazimierza Górskiego               | 12º posto in Ekstraklasa |
| Zagłębie Lubin    | Lubin       | Dialog Arena                                   | 8º posto in Ekstraklasa  |

## Allenatori
| Squadra           | Allenatore                                                                            |
| ----------------- | ------------------------------------------------------------------------------------- |
| Gornik Łęczna     | Kamil Kieres (1ª-27ª) Marcin Prasoł (27ª-34ª)                                         |
| Gornik Zabrze     | Jan Urban                                                                             |
| Jagiellonia       | Ireneusz Mamrot (1ª-19ª) Piotr Nowak (20ª-34ª)                                        |
| KS Cracovia       | Michał Probierz (1ª-14ª) Jacek Zieliński (15ª-34ª)                                    |
| Lech Poznań       | Maciej Skorża                                                                         |
| Lechia Danzica    | Piotr Stokowiec (1ª-6ª) Tomasz Kaczmarek (7ª-34ª)                                     |
| Legia Varsavia    | Czesław Michniewicz (1ª-12ª) Marek Gołębiewski (13ª-18ª) Aleksandar Vuković (19ª-34ª) |
| Nieciecza         | Mariusz Lewandowski (1ª-18ª) Waldemar Piątek (19ª) Radoslav Látal (20ª-34ª)           |
| Piast Gliwice     | Waldemar Fornalik                                                                     |
| Pogoń Stettino    | Kosta Runjaić                                                                         |
| Radomiak Radom    | Dariusz Banasik (1ª-30ª) Mariusz Lewandowski (31ª-34ª)                                |
| Rakow Częstochowa | Marek Papszun                                                                         |
| Śląsk Breslavia   | Jacek Magiera (1ª-24ª) Piotr Tworek (25ª-34ª)                                         |
| Stal Mielec       | Adam Majewski                                                                         |
| Warta Poznań      | Piotr Tworek (1ª-13ª) Dawid Szulczek (14ª-34ª)                                        |
| Wisla Cracovia    | Adrián Guľa (1ª-21ª) Jerzy Brzęczek (22ª-34ª)                                         |
| Wisła Płock       | Maciej Bartoszek (1ª-23ª) Łukasz Nadolski (24ª) Pavol Staňo (25ª-34ª)                 |
| Zaglebie Lubin    | Dariusz Żuraw (1ª-18ª) Paweł Karmelita (19ª) Piotr Stokowiec (20ª-34ª)                |

## Classifica finale
|  | Pos. | Squadra           | Pt | G  | V  | N  | P  | GF | GS | DR  |
|  | ---- | ----------------- | -- | -- | -- | -- | -- | -- | -- | --- |
|  | 1.   | Lech Poznań       | 74 | 34 | 22 | 8  | 4  | 67 | 24 | +43 |
|  | 2.   | Raków Częstochowa | 69 | 34 | 20 | 9  | 5  | 60 | 30 | +30 |
|  | 3.   | Pogoń Stettino    | 65 | 34 | 18 | 11 | 5  | 63 | 31 | +32 |
|  | 4.   | Lechia Danzica    | 57 | 34 | 16 | 9  | 9  | 52 | 39 | +13 |
|  | 5.   | Piast Gliwice     | 54 | 34 | 15 | 9  | 10 | 45 | 37 | +8  |
|  | 6.   | Wisła Płock       | 48 | 34 | 15 | 3  | 16 | 48 | 51 | -3  |
|  | 7.   | Radomiak Radom    | 48 | 34 | 11 | 15 | 8  | 42 | 40 | +2  |
|  | 8.   | Górnik Zabrze     | 47 | 34 | 13 | 8  | 13 | 55 | 55 | 0   |
|  | 9.   | KS Cracovia       | 46 | 34 | 12 | 10 | 12 | 40 | 42 | -2  |
|  | 10.  | Legia Varsavia    | 43 | 34 | 13 | 4  | 17 | 46 | 48 | -2  |
|  | 11.  | Warta Poznań      | 42 | 34 | 11 | 9  | 14 | 35 | 38 | -3  |
|  | 12.  | Jagiellonia       | 40 | 34 | 9  | 13 | 12 | 39 | 50 | -11 |
|  | 13.  | Zagłębie Lubin    | 38 | 34 | 11 | 5  | 18 | 43 | 59 | -16 |
|  | 14.  | Stal Mielec       | 37 | 34 | 9  | 10 | 15 | 39 | 52 | -13 |
|  | 15.  | Śląsk Breslavia   | 35 | 34 | 7  | 14 | 13 | 42 | 52 | -10 |
|  | 16.  | Nieciecza         | 32 | 34 | 7  | 11 | 16 | 36 | 56 | -20 |
|  | 17.  | Wisła Cracovia    | 31 | 34 | 7  | 10 | 17 | 37 | 54 | -17 |
|  | 18.  | Górnik Łęczna     | 28 | 34 | 6  | 10 | 18 | 29 | 60 | -31 |

Legenda:
      Campione di Polonia e ammessa alla UEFA Champions League 2022-2023.
      Ammessa alla UEFA Europa Conference League 2022-2023.
      Retrocessa in I liga 2022-2023
Note:
Tre punti a vittoria, uno a pareggio, zero a sconfitta.
La classifica viene stilata secondo i seguenti criteri:
- Punti conquistati
- Punti conquistati negli scontri diretti
- Differenza reti negli scontri diretti
- Reti realizzate negli scontri diretti
- Goal fuori casa negli scontri diretti (solo tra due squadre)
- Differenza reti generale
- Reti totali realizzate
- Classifica fair-play
- Sorteggio

## Risultati

### Tabellone
|                   | GŁę  | GZa  | Jag  | KSC  | LcP  | LcD  | Leg  | Nie  | Pia  | Pog  | Rad  | RCz  | Slą  | StM  | WaP  | WCr  | WPł  | ZaL    |
| ----------------- | ---- | ---- | ---- | ---- | ---- | ---- | ---- | ---- | ---- | ---- | ---- | ---- | ---- | ---- | ---- | ---- | ---- | ------ |
| Górnik Łęczna     | –––– | 1-2  | 0-1  | 1-1  | 1-1  | 0-4  | 0-1  | 1-1  | 1-1  | 0-4  | 1-0  | 0-0  | 1-1  | 2-0  | 0-4  | 1-3  | 3-2  | 2-1    |
| Górnik Zabrze     | 4-2  | –––– | 1-2  | 3-0  | 1-3  | 1-3  | 3-2  | 1-1  | 0-1  | 2-2  | 0-0  | 1-1  | 3-1  | 1-0  | 1-0  | 0-1  | 4-2  | 0-0    |
| Jagiellonia       | 1-2  | 1-3  | –––– | 0-0  | 1-0  | 1-1  | 2-2  | 1-0  | 3-3  | 1-2  | 1-1  | 3-0  | 1-1  | 1-1  | 1-1  | 3-1  | 0-1  | 2-1    |
| KS Cracovia       | 0-2  | 2-2  | 2-1  | –––– | 3-3  | 2-0  | 1-0  | 1-2  | 0-1  | 1-1  | 1-2  | 1-0  | 1-2  | 3-3  | 2-0  | 0-0  | 3-0  | 1-0    |
| Lech Poznań       | 3-0  | 2-1  | 3-0  | 2-0  | –––– | 2-0  | 1-1  | 5-0  | 1-0  | 1-1  | 0-0  | 0-1  | 4-0  | 3-1  | 2-0  | 5-0  | 4-1  | 2-1    |
| Lechia Danzica    | 2-0  | 1-1  | 1-2  | 3-0  | 1-0  | –––– | 3-1  | 2-0  | 1-0  | 0-0  | 2-2  | 3-1  | 2-0  | 3-2  | 2-0  | 1-1  | 1-0  | 2-1    |
| Legia Varsavia    | 3-1  | 5-3  | 1-0  | 3-0  | 0-1  | 2-1  | –––– | 4-1  | 0-1  | 0-2  | 0-3  | 2-3  | 1-0  | 1-3  | 0-1  | 2-1  | 1-0  | 4-0    |
| Nieciecza         | 1-1  | 3-1  | 2-1  | 1-2  | 1-3  | 0-2  | 0-0  | –––– | 0-1  | 1-3  | 1-1  | 0-3  | 4-3  | 1-1  | 1-0  | 2-2  | 1-0  | 0-2    |
| Piast Gliwice     | 1-0  | 0-0  | 2-1  | 2-4  | 1-2  | 1-0  | 4-1  | 2-1  | –––– | 0-2  | 1-1  | 2-3  | 1-1  | 1-1  | 0-1  | 1-0  | 4-3  | 0-1    |
| Pogoń Stettino    | 4-1  | 2-0  | 4-1  | 1-1  | 0-3  | 5-1  | 3-1  | 2-2  | 1-0  | –––– | 4-0  | 1-2  | 2-1  | 4-1  | 1-1  | 4-1  | 1-2  | 2-1    |
| Radomiak Radom    | 3-1  | 1-0  | 1-1  | 0-1  | 2-1  | 2-0  | 3-1  | 1-1  | 2-2  | 1-1  | –––– | 0-1  | 1-1  | 1-1  | 1-0  | 4-2  | 1-1  | 1-6    |
| Raków Częstochowa | 2-1  | 1-2  | 5-0  | 1-1  | 2-2  | 3-0  | 1-1  | 3-2  | 1-0  | 0-0  | 2-2  | –––– | 1-1  | 2-1  | 3-0  | 2-0  | 2-0  | 4-0    |
| Sląsk Wrocław     | 0-0  | 3-4  | 2-2  | 0-2  | 0-1  | 1-1  | 1-0  | 0-4  | 1-3  | 1-1  | 0-0  | 1-2  | –––– | 2-1  | 2-2  | 1-1  | 3-1  | 0-0    |
| Stal Mielec       | 2-0  | 1-2  | 1-1  | 1-2  | 0-0  | 3-3  | 2-1  | 1-0  | 0-2  | 0-1  | 1-0  | 0-3  | 1-1  | –––– | 0-1  | 2-1  | 2-1  | 4-2    |
| Warta Poznan      | 1-1  | 2-1  | 1-1  | 1-0  | 1-2  | 0-2  | 0-2  | 0-0  | 2-3  | 1-1  | 3-1  | 0-2  | 2-1  | 0-0  | –––– | 1-1  | 1-2  | 0-2    |
| Wisła Cracovia    | 0-0  | 4-1  | 0-0  | 1-0  | 1-1  | 2-2  | 1-0  | 3-0  | 2-2  | 0-1  | 0-1  | 1-2  | 0-5  | 0-1  | 0-1  | –––– | 3-4  | 3-0    |
| Wisła Płock       | 3-1  | 3-2  | 3-0  | 2-1  | 0-1  | 1-0  | 1-0  | 1-1  | 0-2  | 1-0  | 1-0  | 1-1  | 1-2  | 3-0  | 0-3  | 2-0  | –––– | 4-0    |
| Zagłębie Lubin    | 3-1  | 2-4  | 0-1  | 1-1  | 2-3  | 2-2  | 1-3  | 2-1  | 0-0  | 2-0  | 0-2  | 1-0  | 1-3  | 3-1  | 0-4  | 2-1  | 3-1  | ––––\| |

## Statistiche

### Classifica marcatori
| Gol |  |  | Giocatore        | Squadra           |
| --- |  |  | ---------------- | ----------------- |
| 20  |  |  | Ivi López        | Raków Częstochowa |
| 18  |  |  | Mikael Ishak     | Lech Poznań       |
| 18  |  |  | Karol Angielski  | Radomiak Radom    |
| 14  |  |  | João Amaral      | Lech Poznań       |
| 14  |  |  | Łukasz Zwoliński | Lechia Danzica    |
| 13  |  |  | Łukasz Sekulski  | Wisła Płock       |
| 11  |  |  | Erik Expósito    | Śląsk Breslavia   |
| 11  |  |  | Muris Mešanović  | Nieciecza         |
| 11  |  |  | Patryk Szysz     | Zagłębie Lubin    |
| 11  |  |  | Bartosz Śpiączka | Górnik Łęczna     |
| 11  |  |  | Luka Zahovič     | Pogoń Szczecin    |

### MVP del mese
Di seguito i vincitori.
| Mese      | Giocatore        | Squadra | Giovane           | Squadra | Allenatore         | Squadra |
| --------- | ---------------- | ------- | ----------------- | ------- | ------------------ | ------- |
| Luglio    | Róbert Pich      | ŚLĄ     | Jakub Kamiński    | LPO     | Jacek Magiera      | ŚLĄ     |
| Agosto    | Yaw Yeboah       | WIS     | Krzysztof Kubica  | GÓR     | Maciej Skorża      | LPO     |
| Settembre | Ivi              | RCZ     | Mateusz Praszelik | ŚLĄ     | Tomasz Kaczmarek   | LGD     |
| Ottobre   | Jakub Kamiński   | LPO     | Jakub Kamiński    | LPO     | Maciej Skorża      | LPO     |
| Novembre  | Luka Zahovič     | POG     | Filip Majchrowicz | RAD     | Dariusz Banasik    | RAD     |
| Dicembre  | Bartosz Śpiączka | ŁĘC     | Ben Lederman      | RCZ     | Kamil Kiereś       | ŁĘC     |
| Febbraio  | Vahan Bičaxčyan  | POG     | Michał Rakoczy    | CRA     | Marek Papszun      | RCZ     |
| Marzo     | Josué            | LGW     | Ariel Mosór       | PIA     | Aleksandar Vuković | LGW     |
| Aprile    | Ivi              | RCZ     | Michał Skóraś     | LCP     | Waldemar Fornalik  | PIA     |
| Maggio    |                  |         | Krzysztof Kubica  | GÓR     |                    |         |